# Walki o Aleksandrów Łódzki
Walki o Aleksandrów Łódzki – starcia zbrojne mające miejsce 18 stycznia 1945 między oddziałami Armii Czerwonej a wojskami niemieckimi, zakończone zdobyciem miasta okupowanego przez reżim III Rzeszy.
Po przełamaniu niemieckiej obrony na linii rzeki Wisły, działający w ramach ofensywy styczniowej żołnierze z 1 Gwardyjskiej Brygady Pancernej dowodzonej przez pułkownika Abrama Tiemkina o świcie 18 stycznia 1945 dotarli pod Aleksandrów Łódzki i zajęli go z marszu. Nie czekając na nadejście sił głównych, tj. 8 Gwardyjskiego Korpusu Zmechanizowanego z 1 Gwardyjskiej Armii Pancernej kontynuowano natarcie aby osiągnąć rubież rzeki Warty. To spowodowało, że kolejne wycofujące się oddziały niemieckie zajęły miasto ponownie i przygotowały do obrony.
Gdy na przedpola miasta dotarli kolejni żołnierze radzieccy, tym razem z 20 Gwardyjskiej Brygady Zmechanizowanej Niemcy byli gotowi do obrony i stawili silny opór. Po ciężkich walkach Aleksandrów Łódzki został ostatecznie zdobyty 18 stycznia 1945 przez żołnierzy wspomnianej brygady którą dowodził pułkownika Aleksiej Anfimow.

## Upamiętnienie
W 1965 roku w Aleksandrowie Łódzkim przy ul. 22 Lipca odsłonięto obelisk poświęcony pamięci żołnierzy Armii Czerwonej poległych w 1945 w walkach z Niemcami o zdobycie miasta oraz żołnierzy Wojska Polskiego poległych w walkach o wolność ojczyzny.